# Landkreis Grätz (Wartheland)

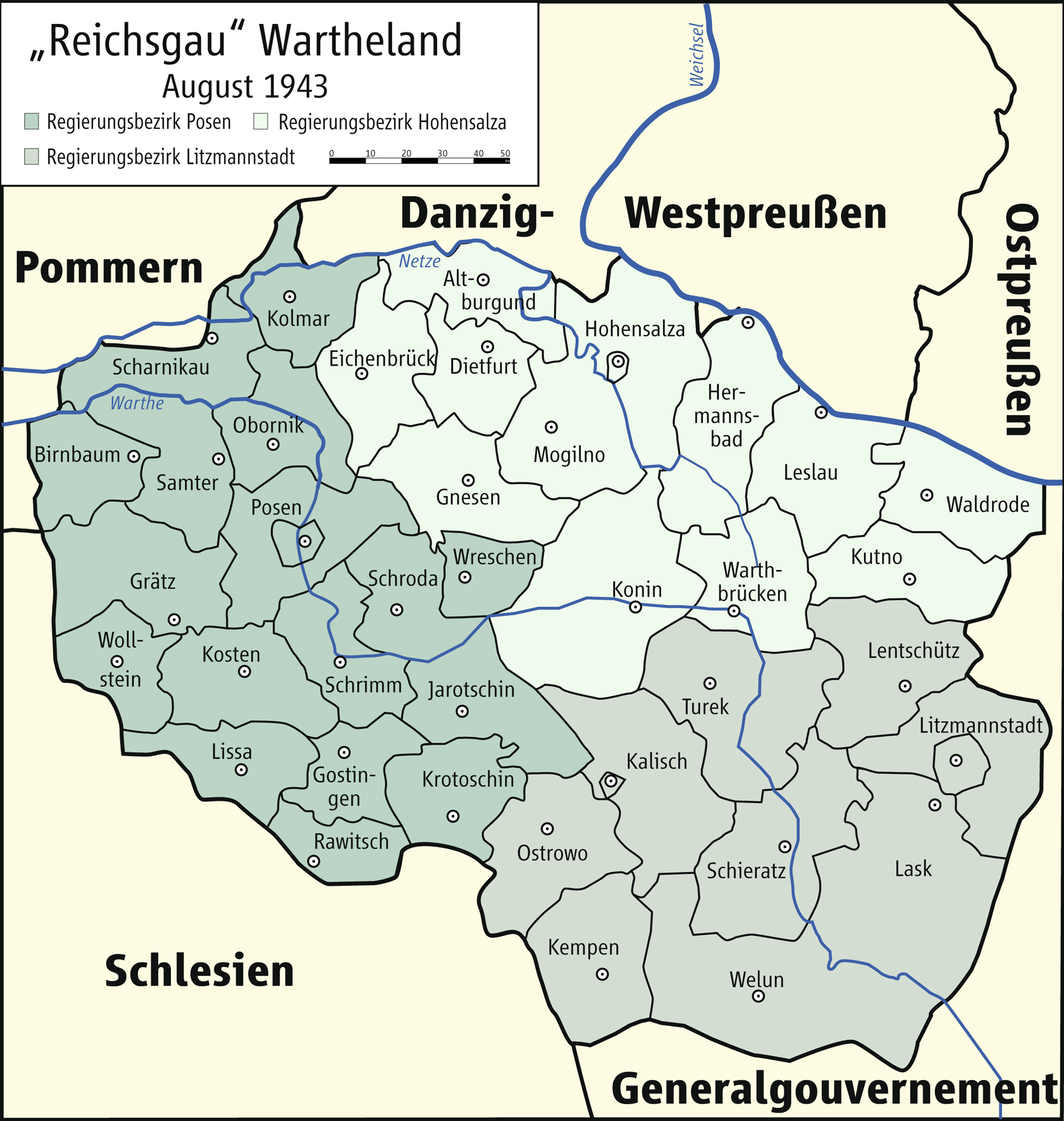
Regierungsbezirke und Kreise im Reichsgau Wartheland

Landkreis Grätz (Wartheland) war während des Zweiten Weltkrieges der Name einer deutschen Verwaltungseinheit im besetzten Polen (1939–45).

## Vorgeschichte (1815 bis 1920)
Das Gebiet um die westpolnischen Städte Grodzisk Wielkopolski und Nowy Tomyśl gehörte von 1815 bis 1918/19 zur preußischen Provinz Posen, und zwar bis 1887 als Kreis Buk und danach als Kreis Grätz und Kreis Neutomischel. Im Zuge des Großpolnischen Aufstandes kam das Gebiet bis Januar 1919 unter polnische Kontrolle und wurde am 28. Juni 1919 mit der Unterzeichnung des Versailler Vertrags offiziell an das neu gegründete Polen abgetreten. Zusätzlich kam der Ostteil des deutschen Kreises Meseritz an Polen. Räumung und Übergabe an Polen erfolgten zwischen dem 17. Januar und dem 4. Februar 1920.

## Verwaltungsgeschichte
Zu Beginn des Zweiten Weltkrieges besetzten deutsche Truppen den westpolnischen Powiat Nowy Tomyśl, die Kreisstadt Nowy Tomyśl wurde am 10. September 1939 eingenommen.
Am 26. Oktober 1939 wurde der Powiat unter der Bezeichnung Landkreis Neutomischel im Regierungsbezirk Posen (ab dem 28. April 1941 dann Landkreis Grätz und ab dem 18. Mai 1943 schließlich Landkreis Grätz (Wartheland)) an das Deutsche Reich angeschlossen, was als einseitiger Akt der Gewalt völkerrechtlich aber unwirksam war. Der Landkreis wurde Teil des Regierungsbezirkes Posen im Reichsgau Wartheland.
Sitz des deutschen Landratsamtes wurde die Kreisstadt Neutomischel, ab dem 28. April 1941 dann die Stadt Grätz.
Mit dem Einmarsch der Roten Armee im Januar 1945 endete die deutsche Besetzung.

## Politik

### Landkommissar
1939–9999: ?

### Landräte
1939–1940: ?
1940–1941: Reichelt
1941–1945: Iden

## Kommunale Gliederung
Die 147 Ortschaften des Landkreises wurden zunächst in 15 Amtsbezirken zusammengefasst. Am 1. Januar 1942 wurde der Amtsbezirk Grätz-Stadt zur Stadt nach der Deutschen Gemeindeordnung von 1935 ernannt, am 1. April 1943 der Amtsbezirk Neutomischel-Stadt. Gegen Ende der Besetzung bestand der Landkreis aus 2 Städten und 13 Amtsbezirken.

## Größe
Der Landkreis Grätz (Wartheland) hatte eine Fläche von 1273 km².

## Bevölkerung
Der Landkreis Grätz (Wartheland) hatte im Jahre 1941: 86.986 meist polnische Einwohner. Die deutschen Besatzungsbehörden vertrieben zwischen dem 1. Dezember 1939 und dem 31. Dezember 1943 11.650 Polen aus dem Gebiet.
Im Gebiet lebte eine kleine deutsche Minderheit (1931: 18,6 % der Kreisbevölkerung), während der Besetzung wurden zusätzlich Deutsche angesiedelt. Gegen Ende der Besetzung verließ der Großteil das Gebiet.
Die jüdische Bevölkerung wurde ins Generalgouvernement deportiert und dort ermordet.

## Ortsnamen
Die lokalen Besatzungsbehörden versahen alle Ortschaften im Kreisgebiet mit deutschen Namen, obwohl offiziell laut unveröffentlichtem Erlass des Innenministers vom 29. Dezember 1939 zunächst die 1918 gültigen deutschen Bezeichnungen weitergelten sollten. Am 18. Mai 1943 wurden für alle Orte mit einer Post- oder Bahnstation im Wartheland deutsche Namen festgelegt, wobei es wiederum zu Abweichungen kam.
Liste der Städte und Amtsbezirke im Landkreis Grätz (Wartheland):
| polnischer Name       | deutscher Name (1918) | deutscher Name (1939–1945)                            |
| --------------------- | --------------------- | ----------------------------------------------------- |
| Buk                   | Buk                   | 1939–1943 Buk 1943–1945 Buchenstadt                   |
| Granowo               | Granowo               | 1939–1943 Schenkendorf 1943–1945 Granau               |
| Grodzisk Wielkopolski | Grätz                 | Grätz                                                 |
| Kuślin                | Kuschlin              | Kuschlin                                              |
| Lwówek                | Neustadt bei Pinne    | 1939–1943 Neustadt bei Pinne 1943–1945 Kirschneustadt |
| Miedzichowo           | Kupferhammer          | Kupferhammer                                          |
| Nowy Tomyśl           | Neutomischel          | Neutomischel                                          |
| Opalenica             | Opalenitza            | 1939–1943 Opalenitza 1943–1945 Oppenbach              |
| Zbąszyń               | Bentschen             | Bentschen                                             |